# Sekant
En sekant er i matematikken en ret linje der skærer en kurve i to punkter. Det gælder også om en linje der skærer en cirkel i to punkter. En tangent skærer kurven/grafen i et punkt og defineres ud fra sekanten.
Dette kan man gøre ved at lade sekantens hældning gå uendeligt tæt på tangents hældning. Således siger man, at tangentens hældning er lig med grænseværdien for sekantens hældning gående mod tangenthældningen. Man udnytter på denne måde, at en linjes hældning kan defineres hvis to punkter på en funktion er kendt til at finde en bestemt linjes hældning (sekanten) og lader den gå uendeligt tæt på tangents hældning, hvorved det kan lade sig gøre at bestemme tangentens hældning. Bemærk, at der skal gælde, at funktionen er differentiabel (sammenhængende) og defineret i et interval, for at tangentens hældning kan findes.
Man kan således konkludere, at sekanten er en slags "redskab" til at finde en tangenthældning.